# 托瑪斯庫克旅遊
托瑪斯庫克旅遊集團（英語：Thomas Cook Tourism (UK) Company Limited），簡稱托瑪斯庫克旅遊（香港譯作為「通濟陸」，中國大陸譯作「托馬斯·庫克集團」，是一家包價旅遊提供商，提供航班和酒店旅遊套餐或酒店預訂服務。該公司成立於 2019 年，由復星國際從托瑪斯庫克集團手中收購了該品牌，並於 2020 年 9 月開始交易。

## 歷史

### 2019
湯瑪斯庫克旅遊成立前，復星國際已從托馬斯庫克集團購入7%的股份。
2019 年 8 月，復星與托馬斯庫克建議了一項救助方案，該方案包括 9 億英鎊的救助計劃，復星將支付 4.5 億英鎊，但其餘的 4.5 億英鎊將由銀行和債券持有人支付；該方案將意味著復星將會持有托馬斯庫克集團 75% 的股份和托馬斯航空 25% 的股份， 但因當時投資者要求額外提供 2 億英鎊以確保該集團能夠度過冬天而告吹。 
2019 年 9 月 23 日上午， 托馬斯庫克集團被進入強制清算程序，所有業務將停止。 
同年 11 月 1 日，復星宣布以 1100 萬英鎊收購托馬斯庫克集團品牌。 
其後，新公司宣布將於 2020 年開始運營，同時間復星集團已經開始重新聘請托馬斯庫克集團的前高管，而為重新運營準備。

### 2020
托馬斯庫克的網站從 強制清算通知更改為新的 托瑪斯庫克旅遊頁面。 
同年九月 公司正式獲得 ATOL 和 ABTA 認證後，托馬斯庫克網站於 9 月 16 日正式啟動。  